# Gave de Gaube
Il Gave de Guabe è un fiume pirenaico a regime nevoso, che scorre nel dipartimento degli Alti Pirenei.

## Descrizione
Il fiume prende il nome dal lago di Gaube, di cui è sia immissario che emissario; il fiume nasce dal incontro di diversi torrenti provenienti dal Vignemale, chiamati Oulettes de Vignemale, formati dallo scioglimento del ghiacciaio, e dopo un percorso di circa 8 chilometri, nei pressi del Pont d'Espagne, si incontra con il gave du Marcadau, formando il gave de Jéret. Durante il percorso iniziale il fiume si rafforza con le acqua del lago di Chabarrou e del lago d'Estibe Aute, fino a giungere poi al lago di Gaube: in questo tratto iniziale il fiume prende il nome di gave des Oulettes de Gaube. Uscito dal lago il fiume forma numerose cascate, superando un dislivello di circa 300 metri, fino a congiungersi con il gave du Marcadau.